# Ljudmyla Monastyrska
Ljudmyla Wiktoriwna Monastyrska (ukrainisch Людмила Вікторівна Монастирська; geboren am 25. Mai 1975 in Irklijiw) ist eine ukrainische Opernsängerin der Stimmlage Sopran. Sie singt dramatische Partien des italienischen Repertoires.

## Leben und Wirken
Ljudmyla Monastyrska studierte und debütierte in ihrer Heimatstadt. Ihre Stimmausbildung absolvierte sie am Glière Konservatorium und an der Nationalen Musikakademie der Ukraine. 1996 debütierte sie als Tatjana in Eugen Onegin am Taras-Schewtschenko-Opernhaus, der ukrainischen Nationaloper, wo sie 1998 ein festes Engagement erhielt.
Ihre internationale Karriere begann 2010 mit einem kurzfristig angesetzten Gastspiel an der Deutschen Oper Berlin in der Titelpartie von Puccinis Tosca. Es folgte dieselbe Rolle beim Festival Puccini in Torre del Lago in der Toskana und im Folgejahr das Debüt am Londoner Royal Opera House, wo sie in zwei Verdi-Rollen auftrat – als Aida und als Lady Macbeth sowie in den folgenden Jahren als Abigail in Nabucco, Amelia in Un ballo in maschera und als Leonora in La forza del destino.
Die Erfolge in Berlin und London führten zu Verpflichtungen an weitere große Opernhäuser. Als Aida debütierte sie 2012 am Mailänder Teatro alla Scala und an der New Yorker Metropolitan Opera und in den folgenden Jahren an der Houston Grand Opera, der Wiener Staatsoper, der Opéra National de Paris und am Teatro San Carlo in Neapel. Sie sang diese Rolle auch bei Open-Air-Aufführungen, beispielsweise im Stade de France, 2017 und 2018 bei der Stadium World Tour mit Plácido Domingo, in der Hollywood Bowl in Los Angeles und in der Arena von Verona.
Weitere Engagements führten sie an das Teatro Municipal Santiago de Chile, das Teatro Real in Madrid und das Gran Teatre del Liceu in Barcelona, an die Teatro dell’Opera di Roma, an die Staatsoper Hamburg und die Bayerische Staatsoper sowie als Lady Macbeth auf Japan-Tournee. 2015 übernahm sie bei den Salzburger Osterfestspielen die Rolle der Santuzza in Cavalleria rusticana unter der musikalischen Leitung von Christian Thielemann. 
2022 wurde sie von der Metropolitan Opera anstelle von Anna Netrebko – wegen der mangelnden Distanzierung Netrebkos zu Wladimir Putin nach dem russischen Überfall auf die Ukraine – für die Titelpartie in Turandot verpflichtet, eine der Met-Aufführungen wurde weltweit im Radio ausgestrahlt und in europäische Kinosäle übertragen. Nach einer Aida-Aufführung am Teatro San Carlo in Neapel, die im Februar 2022 zwei Tage nach dem russischen Überfall auf die Ukraine stattfand, setzte Ljudmyla Monastyrska gemeinsam mit ihrer russischen Kollegin Jekaterina Gubanowa auf der Bühne ein Zeichen des Friedens, als beide Sängerinnen sich einander nach dem Ende der Oper beim Schlussbeifall umarmten.
Manastyrska sang unter anderem unter der musikalischen Leitung von Dirigenten wie Gustavo Dudamel, James Levine, Fabio Luisi, Nicola Luisotti, Zubin Mehta, Andris Nelsons, Antonio Pappano und Simone Young.

### Rollenspektrum
Monastyrskas Repertoire ist schmal, es umfasst überwiegend Opern von Giuseppe Verdi und des Verismo. Internationale Erfolge verzeichnete sie mit Abigaille, Lucrezia Contarini und Odabella in den Frühwerken Nabucco, I due Foscari und Attila, Lady Macbeth in Macbeth, mit den beiden Leonoren in Il trovatore und in La forza del destino, Amelia in Un ballo in maschera, der Titelpartie in Aida sowie Elisabetta im Don Carlo. Fallweise übernahm sie auch die Titelrollen in Bellinis Norma und in Ponchiellis La Gioconda.
Aus dem veristischen Repertoire sind Nedda in Pagliacci und als Santuzza in Cavalleria rusticana sowie die Titelpartien der Puccini-Opern Tosca, Manon Lescaut und Turandot zu nennen. Weiters sang sie in frühen Jahren ihrer Karriere die Tatjana und die Lisa in den Tschaikowski-Opern Eugen Onegin und Pique Dame.
Im Konzertsaal übernahm sie das Sopransolo in Verdis Messa da Requiem. Weiters wird sie häufig für Gala-Abende mit Opernarien und Opernensembles verpflichtet. Seit dem russischen Überfall auf die Ukraine im Februar 2022 tritt sie regelmäßig in Benefizkonzerten für ihr Heimatland auf, beispielsweise in Lettland und in Paris.

### Privatleben
Ljudmyla Monastyrska war mit dem Tenor Oleksandr Monastyrsky verheiratet, Solist an der Städtischen Oper für Kinder und Jugendliche in Kiew. Das Paar hat zwei Kinder, eine Tochter (geboren 1998) und einen Sohn (geboren 1999). Seit dem russischen Überfall auf die Ukraine lebt Monastyrska in Warschau.

## Auszeichnungen
- 2014: Taras-Schewtschenko-Preis
- 2015: International Opera Awards, Nominierung als beste Sängerin

## Aufzeichnungen (Auswahl)
- Salzburger Osterfestspiele 2015: Mamma, quel vino e generoso, mit Jonas Kaufmann (Turiddu), Liudmyla Monastyrska (Santuzza) und Stefania Toczyska (Mamma Lucia)
- Metropolitan Opera New York: Turandot, 2. Akt (Mai 2022), bei youtube